# Larraun
Larraun (en espagnol Larráun) est une ville et une municipalité de la Communauté forale de Navarre (Espagne).
Elle est située dans la zone bascophone de la province où la langue basque est coofficielle avec l'espagnol. Elle appartient a la mérindade de Pampelune, également capitale de la Navarre et qui se trouve à 33 km. Le secrétaire de mairie est aussi celui d'Etxalar.

## Toponyme
Le toponyme Larraun vient de la langue basque et signifie lieu de pâturages, de larra (pâturage, pacage) + un(e) (lieu de).

## Administration
La municipalité est composée de divers villages selon la nomenclature des populations publiée par l'INE (Institut National de statistique). Entre parenthèses les noms en basque (euskara). Actuellement ce sont les noms basques qui sont officiels pour ces villages
| Nom de la commune               | Pop. (2006) |
| ------------------------------- | ----------- |
| Albiasu                         | 27          |
| Aldatz (Aldaz en espagnol)      | 128         |
| Alli                            | 44          |
| Arruitz (Arruiz en espagnol)    | 105         |
| Astitz (Astiz en espagnol)      | 41          |
| Azpirotz (Azpíroz en espagnol)  | 72          |
| Baraibar (Baráibar en espagnol) | 87          |
| Etxarri (Echarri en espagnol)   | 85          |
| Errazkin (Razquin en espagnol)  | 77          |
| Gorriti                         | 93          |
| Uitzi (Huici en espagnol)       | 132         |
| Iribas                          | 43          |
| Madotz (Madoz en espagnol)      | 20          |
| Mugiro (Muguiro en espagnol)    | 70          |
| Oderitz (Odériz en espagnol)    | 47          |

Il existe deux autres noyaux de population dans cette municipalité, Lezaeta, qui forme une commune avec Azpirotz et la Seigneurie d'Eraso, mais qui dépendent de la commune d'Errazkin.

## Division linguistique
En 2011, 85.4% de la population de Larraun avait le basque comme langue maternelle. La population totale située dans la zone bascophone en 2018, comprenant 64 municipalités dont Larraun, était bilingue à 60.8%, à cela s'ajoute 10.7% de bilingues réceptifs.

### Droit
En accord avec Loi forale 18/1986 du 15 décembre sur le basque, la Navarre est linguistiquement divisée en trois zones. Cette municipalité fait partie de la zone bascophone où l'utilisation du basque y est majoritaire. Le basque et le castillan sont utilisés dans l'administration publique, les médias, les manifestations culturelles et en éducation cependant l'usage courant du basque y est courant et encouragé le plus souvent.

## Site archéologique
- Grotte d'Amutxate, recélant une importante quantité dos d'ours des carvernes.

### Sources
- (es) Cet article est partiellement ou en totalité issu de l’article de Wikipédia en espagnol intitulé « Larráun » (voir la liste des auteurs).